# Zjoske
Zjoske is een voornaam die vooral in Vlaanderen, voorkomt.
In Nederland in 2010 werd Zjoske slechts acht keer als eerste naam gegeven. Het is een koosnaam voor het diminutief Joske, wat weer afgeleid is van Jozefa of Josepha (soms verkort tot Zefa) de vrouwelijke variant van Jozef. Deze Hebreeuwse naam betekent "Jahweh voege toe, geve vermeerdering".
De naam Zjoske komt ook voor in het liedje Zjoske, Schone Meid van Raymond van het Groenewoud, geïnspireerd door Joske Ceuppens (1954-2011), zijn eerste echtgenote.